# Marutxi Beaumont
Marutxi Beaumont (Barcelona, 1956) és una il·lustradora, pintora i escriptora catalana que treballa de professora d'arts plàstiques.
Forma part del grup cultural Perifèrics amb el qual ha publicat dos llibres de relats breus. El darrer s'anomena E·Pitafi i consta de 7 relats breus que parlen de la mort. Hi ha col·laborat juntament amb els autors Ramon Camprubí, Jordi Condal, Montserrat Costas, Isidre Grau, Josep Maria Riera i Miquel Sánchez. És guanyadora del premi Montflorit de poesia l'any 2008 amb el Poemari Arquitectura de l'aire. Va treballar a l'estudi el seu pare, l'historietista Ángel Beaumont, fins al 1994.

## Obra
Narrativa
- Rellotge Tic-Tac, 1992, Con-Bel Ediciones[3]
- Un dia de colonias, 2001, Con-Bel Ediciones[4]
- E·pitafi, 2008, Editorial Montflorit, (Recull de relats amb altres autors)[5]
- Contes metropolitans, 2001, Editorial Montflorit (Recull de relats amb altres autors)[6]

Poesia
- Arquitectura de l'aire (2008)[7]

Il·lustració
- El gladiol màgic d'en Martí cavaller (2009), Turó Solidari, DL.[8]

## Premis i reconeixements
- Premi Montflorit de Poesia, (2008)[1]